# Бёме, Юрген
Юрген Бёме (нем. Jürgen Böhme; род. 23 октября 1955, Остероде) — немецкий хоровой дирижёр.

## Биография
Окончил Кёльнскую Высшую школу музыки со специализацией в области церковной музыки и хорового дирижирования. Изучал также музыковедение и философию в Боннском университете. В 1987 г. защитил диссертацию, посвящённую творчеству композитора Арнольда Мендельсона, в том же году опубликовал написанную на основе диссертации книгу «Арнольд Мендельсон, его клавирная и камерная музыка» (нем. Arnold Mendelssohn und seine Klavier- und Kammermusik).
Как хормейстер работал с музыкальными коллективами Люнена, Хамма, Халле. Руководил музыкальной программой Саарбрюккенского университета, затем в 2000—2006 гг. Университета Кобленц-Ландау. Руководил также Хором полиции Кобленца и Фестивалем Жака Оффенбаха в Бад-Эмсе. В 2007—2009 гг. возглавлял Боннский Баховский хор. В 2000-е гг. много гастролировал в России — в частности, в Воронеже дирижировал концертом по случаю 60-летия освобождения города от фашистской оккупации.